# Бочув (Малопольське воєводство)
Бочув (пол. Boczów) — село в Польщі, у гміні Лапанув Бохенського повіту Малопольського воєводства.
Населення — 301 особа (2011).
У 1975-1998 роках село належало до Тарновського воєводства.

## Демографія
Демографічна структура станом на 31 березня 2011 року:
|          | Загалом | Допрацездатний вік | Працездатний вік | Постпрацездатний вік |
| -------- | ------- | ------------------ | ---------------- | -------------------- |
| Чоловіки | 158     | 41                 | 105              | 12                   |
| Жінки    | 143     | 37                 | 84               | 22                   |
| Разом    | 301     | 78                 | 189              | 34                   |